# IShares

Logo von iShares (iShares by BlackRock)

iShares (auch iShares by BlackRock) sind eine Produktgruppe von börsengehandelten Fonds (englisch exchange-traded fund, ETF), die von der US-amerikanischen Fondsgesellschaft BlackRock verwaltet werden.
Mit einem verwalteten Vermögen in Höhe von etwa 3,3 Billionen US-Dollar in mehr als 1400 Fonds (Stand: November 2023) gehört iShares zu den größten ETF-Anbietern und verfügt nach eigenen Angaben über eine vorherrschende Stellung auf dem weltweiten ETF-Markt. Im Oktober 2016 waren nach eigenen Angaben 36,9 % aller börsengehandelten ETF-Vermögenswerte weltweit in iShares-Fonds investiert.

## Geschichte
ETF-Produkte unter dem Namen iShares wurden im Jahr 2000 durch das britische Finanzunternehmen Barclays auf den Markt gebracht. Schon im Jahr 2003 überholte das verwaltete Vermögen der iShares-Fonds das des Konkurrenten SPDR von State Street.
Im Jahr 2009 übernahm die US-amerikanische Fondsgesellschaft BlackRock die Vermögensverwaltung Barclays Global Investors (BGI) von Barclays für 13,5 Mrd. US-Dollar, worin auch die Sparte iShares enthalten war. Schon damals gehörte iShares zu den größten Anbietern von ETFs, insbesondere Indexfonds. Doch auch andere Banken und deren Vermögensverwaltungen, zum Beispiel die Deutsche Bank im Jahr 2007 mit ihrer eigenen ETF-Sparte db X-trackers (heute DWS Xtrackers), versuchten den ETF-Markt zu erobern und den Marktführer iShares durch eigene ETF-Produkte anzugreifen.
Im Jahr 2017 gehört iShares weltweit neben Vanguard und SPDR von State Street zu den größten ETF-Anbietern, wobei der Marktanteil von iShares mit ca. 37 % doppelt so groß ist wie vom zweitgrößten Anbieter Vanguard mit einem Marktanteil von 18 % und State Street mit 14 %. Damit haben die drei größten ETF-Anbieter einen gesamten Marktanteil von etwa 70 % und verwalten in Summe knapp vier Billionen US-Dollar.
In Europa gehört iShares ebenfalls zu den nach Assets under management größten Anbietern von ETFs und liegt damit vor DWS Xtrackers der Deutschen Bank bzw. deren Vermögensverwaltung DWS Group, Lyxor von der Société Générale, Vanguard, Amundi, UBS und SPDR von State Street bzw. deren Vermögensverwaltung State Street Global Advisors (SSGA).
Ausschlaggebend für das schnelle Wachstum der iShares war unter anderem ein Erstanbieter-Vorteil. Dadurch, dass iShares als einer der ersten den Markt der ETFs betreten hat, konnten deren Fonds schon Aktiva und Handelsvolumen aufbauen, wohingegen neu hinzugekommene ETF-Anbieter mit diesen bereits etablierten Fonds konkurrieren mussten.

## Produkte
Alle iShares-Fonds sind Indexfonds, welche an die Entwicklung des zugrunde liegenden Indexes gekoppelt sind, zum Beispiel an den DAX, den S&P 500 oder die MSCI-Indizes. Von diesen Indexfonds wird ein Großteil ausschließlich passiv verwaltet, andere verfolgen zusätzlich eine Strategie wie zum Beispiel Value Investing oder Minimum Volatility. In Europa handelt es sich bei fast allen Indexfonds um physisch replizierende Fonds, die die im zugrunde liegenden Index enthaltenen Wertpapiere tatsächlich (physisch) in Besitz haben. Der Anteil der Swap-ETFs auf dem europäischen Markt schrumpft zunehmend.

## Kritik
Durch das rasante Wachstum der ETF-Branche generell und vor allem der einzelnen iShares-Fonds verwaltet iShares mit Stand Februar 2017 ein Vermögen von etwa 1,2 Billionen US-Dollar. Ein Großteil des verwalteten Vermögens befindet sich in physisch replizierenden Indexfonds, welche vor allem in die Anlageklasse der Aktien investieren. Bei den physisch replizierenden Fonds muss wegen des hohen Assets under management ein im Verhältnis großer Anteil an Aktien an einzelnen Unternehmen erworben werden, um den zugrundeliegenden Index in ausreichendem Maße nachbilden zu können. Dadurch ist iShares mittlerweile der größte Aktionär Deutschlands und hat einen großen Einfluss auf die Unternehmen. In vielen deutschen Unternehmen ist iShares zusätzlich der größte Einzelaktionär.
In der englischsprachigen Studie Who Is Afraid of BlackRock? (Wer hat Angst vor Blackrock?) warnen Wissenschaftler davor, dass Anleger nervös werden, wenn einzelne Investoren zu große Aktienpakete halten, weil dies im Krisenfall den Verkauf der Papiere aufgrund mangelnder Liquidität der Märkte erschwert. „Blackrock sei dabei so etwas wie der ‚Elefant im Teich‘, der potentiell das ‚Boot zum Schaukeln‘ bringen könne.“